# Giorgio Piazza (musicista)
Giorgio Piazza anche Giorgio "Fico" Piazza (Milano, 21 marzo 1945) è un bassista italiano, noto per essere uno dei fondatori della Premiata Forneria Marconi.
Ha partecipato alla registrazione dei primi tre album del gruppo, Storia di un minuto. Per un amico e Photos of Ghosts, contribuendo in modo significativo al suono distintivo della band. Successivamente, ha intrapreso una carriera solista e ha collaborato con numerosi artisti italiani di rilievo.

## Biografia
Nato a Milano, Piazza ha iniziato la sua carriera musicale entrando nel 1966 nei Quelli; nello stesso periodo inizia l'attività di session man dapprima per la Dischi Ricordi e poi anche per altre case discografiche del periodo, lavorando con artisti come Lucio Battisti (nell'album Amore e non amore e in vari 45 giri come Mi ritorni in mente/7 e 40, Fiori rosa fiori di pesco/Il tempo di morire, Emozioni/Anna, Pensieri e parole/Insieme a te sto bene, Dio mio no/Era, Le tre verità/Supermarket, La canzone del sole/Anche per te, Elena no/Una), Fabrizio De André (nell'album La buona novella) e Mina. La sua abilità tecnica e la sua versatilità lo hanno reso uno dei bassisti più richiesti in Italia negli anni '60 e '70.

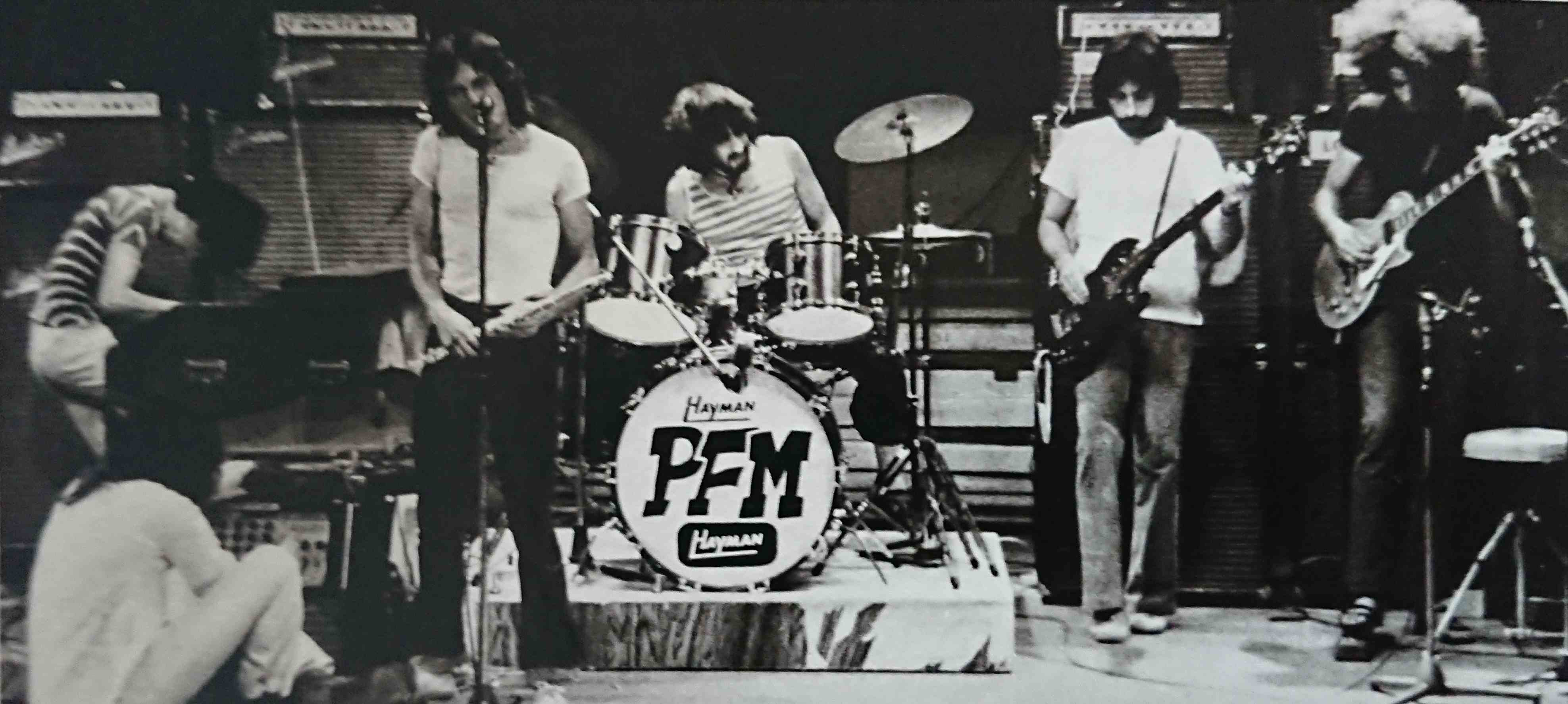
Giorgio "Fico" Piazza al basso durante un'esibizione della PFM nel 1972

Nel 1970, insieme a Franz Di Cioccio, Franco Mussida e Flavio Premoli (suoi compagni di gruppo nei Quelli), dopo aver inciso un 45 giri con la denominazione Krel, con l'innesto di Mauro Pagani fonda la Premiata Forneria Marconi. Con PFM, Piazza ha registrato i primi due album, che hanno consolidato la reputazione della band nel panorama del rock progressivo italiano.
Dopo avere lasciato la PFM, Piazza ha continuato la sua carriera musicale come solista e in collaborazione con altri artisti. Ha pubblicato l'album Autumn Shades nel 2020, un lavoro che ripercorre i brani dei primi album della PFM, reinterpretati con nuovi arrangiamenti e la partecipazione della cantante Annie Barbazza.

## Discografia

### Con i Quelli

#### Album
- 1969 – Quelli

#### Singoli
- 1966 – Una bambolina che fa no no no/Non ci sarò
- 1967 – Per vivere insieme/La ragazza ta ta ta
- 1967 – Tornare bambino/Questa città senza te
- 1967 – Per vivere insieme/La ragazza ta ta ta
- 1968 – Mi sentivo strano/Dettato al capello
- 1969 – Lacrime e pioggia/Nuvole gialle
- 1969 – Dici/Marilù
- 1970 – Dietro al sole/Quattro pazzi

### Con i Krel

#### Singolo
- 1970 – Finché le braccia diventino ali/E il mondo cade giù

### Con la Premiata Forneria Marconi

#### Album
- 1972 – Storia di un minuto
- 1972 – Per un amico
- 1973 – Photos of Ghosts

#### Singoli
- 1971 – La carrozza di Hans/Impressioni di settembre
- 1973 – Celebration/Old Rain

### Da solista
- 2020 Autumn Shades (Ma.Ra.Cash Records, MRC 077)

### Collaborazioni
Oltre al suo lavoro con PFM, Piazza ha collaborato con numerosi artisti italiani, tra cui Lucio Battisti, Fabrizio De André e Mina. La sua esperienza come session man gli ha permesso di sviluppare una carriera ricca e variegata nel panorama musicale italiano.